# ديفيد بي شاندلير
ديفيد بي شاندلير (بالإنجليزية: David P. Chandler)‏ هو مؤرخ العصر الحديث ‏ ومؤرخ أمريكي، ولد في 1933.